# Adolfo Sarasqueta
Adolfo Sarasqueta Maiztegui (Éibar, Guipúzcoa, España, 11 de noviembre de 1931 - 13 de mayo de 2015) es un exfutbolista español que se desempeñaba como delantero.

## Clubes
| Club                    | País   | Año       |
| ----------------------- | ------ | --------- |
| Real Sociedad de Fútbol | España | 1952-1960 |